# Masters de París 1988
El Abierto de París 1988 fue un torneo de tenis jugado sobre moqueta. Fue la edición número 17 de este torneo. Se celebró entre el 24 de octubre y el 31 de octubre de 1988. 

## Campeones

### Individuales masculinos
Amos Mansdorf vence a  Brad Gilbert 6–3, 6–2, 6–3.

### Dobles masculinos
Paul Annacone /  John Fitzgerald vencen a  Jim Grabb /  Christo van Rensburg, 6–2, 6–2.
| Predecesor: París 1987 | Masters de París 1988 | Sucesor: París 1989 |